# 平林正恒
平林 正恒（ひらはやし まさつね）は、戦国時代から江戸時代前期にかけての武将。甲斐武田氏、上杉氏の家臣。会津や米沢転封に従い、奉行を務める。

## 経歴
天文19年（1550年）、平林肥後守正家の子として更級郡上尾（さらしなぐんあげお。現在の長野市信更町上尾）で誕生。村上氏の配下で父の正家の代より上尾城主であったが、武田晴信（信玄）の北進後は武田氏家臣として信濃国更級郡平林城主を務めた。天正10年（1582年）に織田信長、徳川家康連合軍により天目山の戦いで武田氏が滅亡すると越後国に逃れて上杉氏に250石で仕える。その後、直江兼続に算勘を認められて1000石を給される。慶長3年（1598年）に白河小峰城に移り、5360石となり、同6年（1601年）には福島城二の丸に入り、伊達、信夫両郡の奉行となる。
慶長13年（1608年）に春日元忠が死去すると、その後を継いで郡代と奉行を兼ねた執政となり、直江の下で藩政諸般を統括した。
元和8年（1622年）、死去。

## 子孫、
平林家は明治期まで、家格侍組分領家として続き重職につくが、宝暦7年（1757年）に二の丸奉行兼侍頭の平林正相が森平右衛門により罷免されたり、七家騒動で平林正在が上杉治憲と竹俣当綱による改革に対する反対派に組して蟄居処分を受けている。